# Введенское сельское поселение (Ивановская область)
Введенское се́льское поселе́ние — муниципальное образование в Шуйском районе Ивановской области Российской Федерации.
Административный центр — село Введенье.

## История
Введенское сельское поселение образовано 25 февраля 2005 года в соответствии с Законом Ивановской области N 52-ОЗ «О городском и сельских поселениях в Шуйском муниципальном районе».

## Население
| 2002  | 2010  | 2011  | 2012  | 2013  | 2014  | 2015  |
| ----- | ----- | ----- | ----- | ----- | ----- | ----- |
| 2202  | ↘1845 | ↘1843 | ↗1894 | ↗1902 | ↘1881 | ↗1916 |
| 2016  | 2017  | 2018  | 2019  | 2020  | 2021  |       |
| ↘1894 | ↗1899 | ↘1882 | ↘1867 | ↘1831 | ↘1805 |       |

## Состав сельского поселения
| №  | Населённый пункт | Тип населённого пункта       | Население |
| -- | ---------------- | ---------------------------- | --------- |
| 1  | Введенье         | село, административный центр | ↗521      |
| 2  | Власьево         | деревня                      | ↘0        |
| 3  | Горицы           | село                         | ↘109      |
| 4  | Декрино          | деревня                      | ↘9        |
| 5  | Дунилово         | село                         | ↘581      |
| 6  | Захарово         | деревня                      | ↘75       |
| 7  | Иваково          | деревня                      | ↘1        |
| 8  | Кощеево          | деревня                      | ↘12       |
| 9  | Лекунино         | деревня                      | ↘6        |
| 10 | Мизгино          | деревня                      | ↘8        |
| 11 | Овсянниково      | деревня                      | ↘5        |
| 12 | Панютино         | деревня                      | ↘5        |
| 13 | Поповское        | деревня                      | ↘1        |
| 14 | Семиново         | деревня                      | ↘4        |
| 15 | Семухино         | деревня                      | ↘4        |
| 16 | Трясцыно         | деревня                      | ↘3        |
| 17 | Федорково        | деревня                      | ↘0        |
| 18 | Чернево          | деревня                      | ↘5        |
| 19 | Чернцы           | село                         | ↗496      |